# Slava Bogu na visini
Slava Bogu na visini (lat. "Gloria in Excelsis Deo") je kršćanski himan. 
Naziva se i Anđeoski himan, jer počinje riječima, koje je anđeo pjevao pastirima prilikom Isusova rođenja: "Slava Bogu na visini i na zemlji mir ljudima dobre volje". Ostali stihovi su dodani ubrzo u prvim stoljećima kršćanstva. U 4. stoljeću, himan je bio dio jutarnjih molitvi i danas se pjeva i moli u sv. misi.
Latinski prijevod pripisuje se sv. Hilariju iz Poitiersa (oko 300. – 368.). U Rimokatoličkoj Crkvi, pjeva se ili moli za vrijeme sv. Mise nedjeljom, blagdanima i na spomendane svetaca (svetkovine).
Postoji oko 200 inačica melodije ovog himna. Među njima su i Vivaldijeva i Handelova inačica. Mnogi drugi himni nastali su na temelju ovog himna.

## Slava Bogu na visini na hrvatskom jeziku
Slava Bogu na visini! 

I na zemlji mir ljudima dobre volje. 

Hvalimo Te. Blagoslivljamo Te, klanjamo Ti se, slavimo Te. 

Zahvaljujemo Ti radi velike slave Tvoje. 

Gospodine Bože, Kralju nebeski, Bože Oče Svemogući. 

Gospodine Sine jedinorođeni, Isuse Kriste, Gospodine Bože, Jaganjče Božji, Sine Očev. 

Koji oduzimaš grijehe svijeta, smiluj nam se. 

Koji oduzimaš grijehe svijeta, primi našu molitvu. 

Koji sjediš s desne Ocu, smiluj nam se. 

Jer Ti si jedini svet. 

Ti si jedini Gospodin. 

Ti si jedini Svevišnji, Isuse Kriste. 

Sa Svetim Duhom, u slavi Boga Oca. 

Amen. 

## Slava Bogu na visini na latinskom jeziku
Glória in excélsis Deo 

et in terra pax homínibus bonae voluntátis. 

Laudámus te, benedícimus te, adorámus te, glorificámus te, 

grátias ágimus tibi propter magnam glóriam tuam, 

Dómine Deus, Rex cæléstis, Deus Pater omnípotens. 

Dómine Fili Unigénite, Iesu Christe, Dómine Deus, Agnus Dei, Fílius Patris, 

qui tollis peccáta mundi, miserére nobis; 

qui tollis peccáta mundi, súscipe deprecatiónem nostram. 

Qui sedes ad déxteram Patris, miserére nobis. 

Quóniam tu solus Sanctus, 
 
tu solus Dóminus, 

tu solus Altíssimus, 

Iesu Christe, cum Sancto Spíritu: 

in glória Dei Patris. 

Amen.
| Portal:Kršćanstvo | Portal: Kršćanstvo |